# Tündér

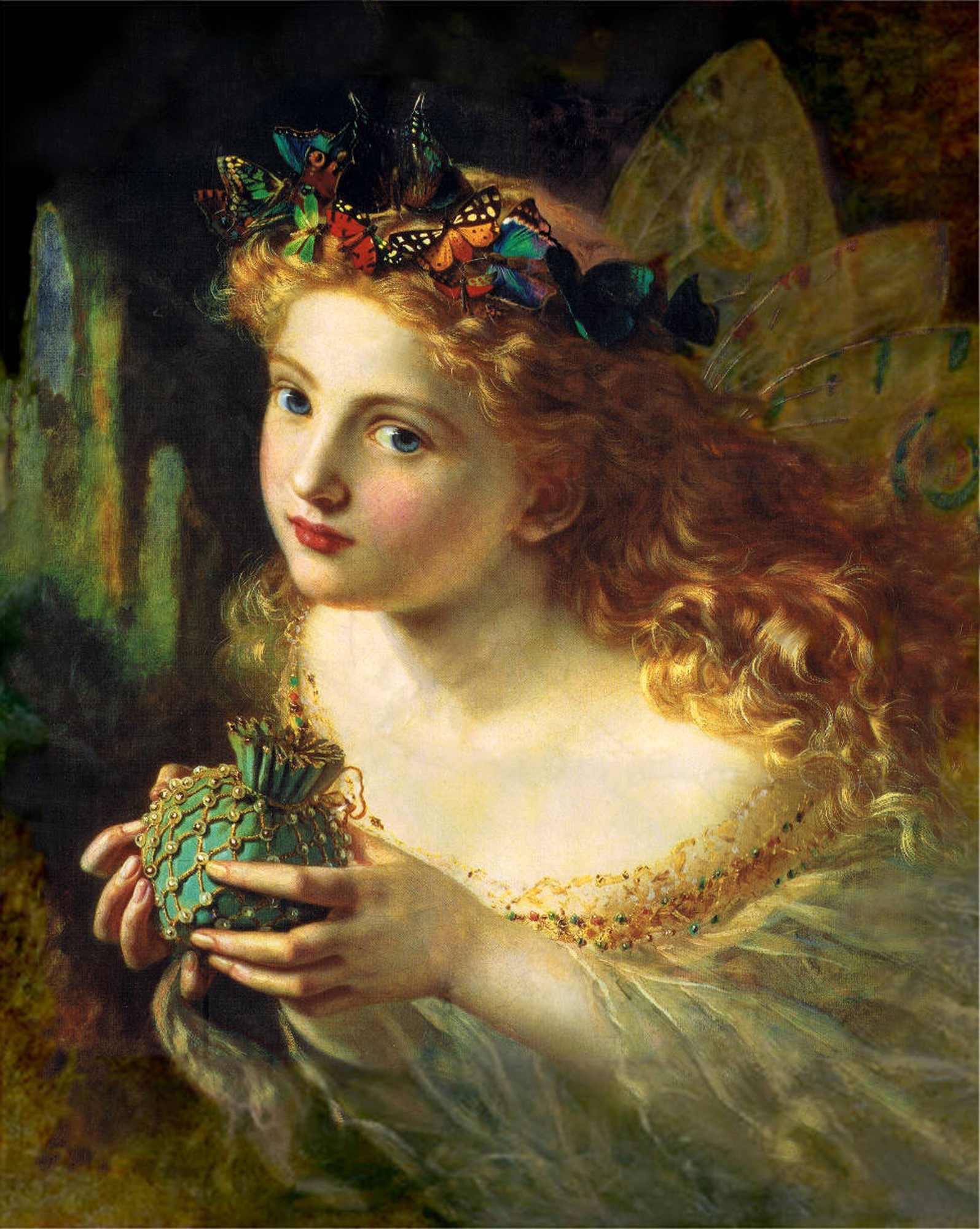
Sophie Anderson festménye

A tündérek képzeletbeli mágikus tulajdonsággal bíró lények, mesékben gyakran szerepelnek, de más irodalmi műfajban is előfordulhatnak.

## A fogalom meghatározása
Gyakori félreértésre és félreértelmezésre adhat okot, hogy a „tündér” szó és a hozzárendelt fogalom meghatározása nem mindig következetes és egységes. Időnként meglehetősen tágan értelmezik a tündérszerű lények fogalmát. A magyar népi kultúrában ismeretlenek a ma már hazánkban is népszerű angolszász néphiedelem lényei, ezért a magyar nyelvben használatos szavak is jóval szegényesebbek ezen mitikus varázslényekre.
- Szűkebb (mai) értelmezésben a tündérnek a francia-angol kultúrkörben használatos középkori gyökerekkel rendelkező angyalszerű, rejtőzködő, rendszerint kis termetű varázslényt értünk. Az angol nyelvben már e szűkebb meghatározás alatt is – apró különbözeti jegy és nép csoportok alapján – több névmeghatározás él, például „Sleagh Maith” (ír nyelvhasználat), „Fairy”, „Spirit”, „Elf”, stb. Új típusú tündérmesék a 17–18. századi Franciaországban jelentek meg részben írói alkotásként (pl.: Mme D’Aulnoy, Charles Perrault), amelyek aztán gyenge minőségű fordításként terjedtek el hazánkban a 19. században. Az is gyakori esemény, hogy más, kisebb termetű fajokat sorolnak a tündérekhez (manók, koboldok), az angol "Sprite" kifejezés ugyanis használható mind a koboldokra, mind a tündérekre (innen ered a számítógépes játékok körében ismert kétdimenziós forgókép "sprite" elnevezése is).
- Tágabb értelmezésben hazánkban tündérnek neveznek olyan mitológiai, mondabeli nőnemű varázslényeket vagy személyeket is, amelyeknek eredete az ókorba nyúlik vissza (pl. nimfák) és a történeteket átvevő népcsoport hiedelemvilágával vegyülve jött létre egy új változat. A régi magyar népnyelv ezen lényeket gyakrabban inkább nem tündéreknek, hanem szépasszonyoknak vagy hattyúlányoknak hívta.

## A szó eredete
A tündér etimológiája nem tisztázott – vannak, akik egy sumer szógyököt ismernek fel benne (dingir sumer nyelven „isten(ség)”, „ég” jelentésű; egyébként ugyanebből a szóból vezetik le a tengert is), sőt a magyar népmesék Tündér Ilonáját is egy sumer isten nevéből származtatják (Dingir Ilama). (Bíró Lajos, Topa Gyula Dezső) (A dingir a sumer „ítélet” és „hozni” szavak összetétele. ) Mások török eredetűnek mondják. (Kiszely István)
Első adatunk a 15. századi Müncheni kódexből ismert: „És ők [a tanítványok], hogy láták őt [Jézust] a tengeren járatta [járni], alajték [vélték, gondolták] őtet tündérletnek és üvöltének.” A középkorban a „kísértet” mellett más, kimondottan negatív jelentésekben használták, mint Szenczi Molnár Albert magyar-latin szótára (1604) mutatja: „szörny, csodalény; varázsló; szemfényvesztő”; „az, aki kénye-kedve szerint különféle alakot tud ölteni”. Ezek alapján érthető a szó jelzői használata, ’gyorsan elmúló, semmibe vesző, röpke, tünékeny’ értelemben (ÉrtSz.), mely főként a költői nyelvre jellemző: például mint ’változékony’ Berzsenyinél: „Tündér szerencsénk változandó, / Hol mosolyog, hol utálva néz ránk.”)

## A tündér a folklórban

### Szerepük, helyük, származásuk a különböző mitológiákban
A tündérek, mint csodás mitológiai és mesei alakok igen népes családfát és szerteágazó történetet tudhatnak magukénak. Maga az alak szinte minden népnél megtalálható valamilyen formában. Az indiai népektől az irániakon át a kínaiakig egyaránt előfordulnak a hiedelemvilágokban olyan varázslatos lények, melyek ártó vagy jó szándékúak, és a létezés egy magasabb, vagy legalábbis embertől különálló részén foglalnak helyet, ugyanakkor az isteni szférát még nem érik el. Az európai folklórban betöltött helyük és megformálásuk korszakonként változó, de népenként, ha nem is egyforma, azért legalábbis hasonló. Ennek oka elsősorban történelmi, a görög kultúra rómaiba történő átszivárgásának, a római birodalom terjeszkedésének, majd a középkori keresztény egyház egységesítő törekvéseinek, valamint a reneszánsz antikvitás iránti tiszteletének köszönhető.
A latin fatum, sors, végzet szó fata többes számú alakjából származik a tündért jelentő francia fée, a német Fee, az angol fairy. A fatum, a végzet istennői, a Párkák a görög mitológiából kerültek át a rómaiba, eredetileg tehát ők voltak ez emberi sors fonalát szövő Moirák. Legtöbbször az istenektől független vagy akár az istenek felett álló alakokként képzelték el őket. Ugyanakkor magának a tündérnek jó néhány típusa igen erős összefüggést mutat a szintén görög nimfákkal. Elsősorban azok a változatok mutatnak sok hasonlóságot a nimfák különböző formáival: najádokkal, nereidákkal, dryádokkal, melyek tavi vagy vízi, illetve erdei tündérként szerepelnek; ezeket a formákat Artemisz/Diána vadászistenségek szerepköre és alakja is formálta. Emellett kialakulásukra a római geniusok, jóságos szellemek is hatással lehettek.
Mivel minden nép a maga világát sok mesei, varázslatos lénnyel népesítette be, így elkerülhetetlen volt az, hogy a különböző kultúrák találkozásakor az alakok keverednek. Így történt ez a tündér esetében is, hiszen az Európában élő népek: kelták, germánok, szlávok szintén rendelkeztek a görög nimfákhoz, Moirákhoz, a római Párkákhoz, geniusokhoz hasonló, de azoktól némileg eltérő csodás alakokkal, például a germán Nornák, valkűrök, a skandináv trollok, a Balkán tündérei: a délszláv vila és szamodiva, szamovila, az albán, román zinâ, zîna (legáltalánosabb román tabunevükön fele). Az ma már ennyi év távlatából gyakorlatilag kideríthetetlen, hogy az egyetemes kultúrtörténet egyébként is igen változatos és korszakonként változó tündérábrázolásában mely nép mennyit tudhat magáénak.

### A kelta hiedelemvilág tündérei
Az angol/ír tündéreket elsősorban a kelta mitológia hiedelemvilága formálta. Maga a szó, fairy ma a köztudatban, angolszász nyelvterületen egy olyan apró tündért jelent, mely szárnyakkal rendelkezik, megvan a maga különálló kis világa, emberekkel csak kivételes alkalmakkor érintkezik, nagyon hasonló az ír mesék igen kedvelt csínytevő, kincsőrző manójához. Az ír-kelta tündérek világa azonban nem ilyen egyszerű. Rengeteg fajtáját különböztetik meg: banshee (halálhírnök), finn (csínytevő szellem), gnoll, gnóm, kobold, bányamanó, brownie vagy bwca, és még rengeteg a tündérektől nehezen megkülönböztethető szellem, törpe, vízi tündér, sellő és egyéb furcsa félszerzet. A írek történelmében és a mitológiájában is változatos képet mutatnak ezek a lények. A szigeten élő, az Ír szigetet az ír-gaelek előtt benépesítő varázserejű népek harcát és emlékét az ún. mitológiai ciklus, mondakör őrzi. Ebben nagy szerepet kapnak az akkor élt varázslatos lények, akik az ír hódítás után földalatti üregekben és barlangokban élő tündérnéppé, a sídekké váltak. Ennek a népnek (melyet korábban Tuatha Dé Danannak is neveztek) az uralkodója, a Dagda és leszármazottai továbbra is központi helyet kaptak az írek életében és mesevilágában, például több történetükben is szerepel a király fia, Aengus, aki egyszer csellel elfoglalta apja palotáját (a Brugh na Bóinnet – feltehetőleg ma a Newgrange-ként ismert kamrasír), de később szerelméhez hasonlóan ő is hattyúvá változik, hogy örökre vele maradhasson (a hattyúvá válás motívuma a Csongor és Tündében ill. az Árgírusban is feltűnik). Birodalmaikhoz az írek gyakran a túlvilág fogalmát is kötik. Sokféle ilyen birodalmat ismer az ír hagyomány, melyek közül néhány jelentősebb: Tír na nÓg (az Ifjúság Földje), Tír Tairngire (az Ígéret Földje), Tír na mBan (a Nők Földje). Egy másik mondakör Avalon birodalmával is foglalkozik, mely szintén a tündérek varázslata által az emberek számára nem látható, nehezen elérhető.
Az angol nyelvben a tündérre, manóra, törpére van még egy szó: elf. Jelentése többrétű, összetett, jelenthet apró, föld alatt élő gonosz kis élőlényt, aki akár az emberre is veszélyes lehet, jelentheti a „hősies” tündért, de egyéb csodás jellegű teremtményt is. Nem csak egy vagy több konkrét lényt takar, hanem maguknak a természeti erőknek csendesen, a háttérben működő megszemélyesítőit is magába foglalja. Az elnevezés a germán mitológiából származik, a német nyelvterületen ugyancsak megvan, szintén elf, esetleg elbe alakban, de a skandináv népeknél is megtalálható hasonló formában és jelentésben.

### A Balkán tündérkultusza
A balkáni népeknél ugyancsak megtalálható egy sajátságos tündér kultusz. Ez leginkább a görög nimfákra emlékeztet, de vannak egyéni jegyei is. A szláv tündér, a vili fő jellemzője az, hogy legtöbb vonásában – főleg magyar nyelvterületen – boszorkánnyá vált, jelentése a sok helyen tündér és boszorkányt egyaránt jelentő szépasszony, fehér asszony, kisasszonyok jelentéskörébe olvadt bele, átalakítva a valószínűleg ettől eltérő honfoglalás kori magyar tündérképzetet. De vannak egyéb sajátosságai is, nemcsak nőnemű, esetlegesen ártó szándékú, boszorkányos jellegű tündérek léteztek a szláv népek képzeletében, hanem többek közt vihar és állatalakban megjelenő tündérek is. A vilik megjelenési formája sokszor valamilyen vihar vagy forgószél, melyet vilik táncának is neveznek. A zoomorf tündérek egyik érdekes formái a lóalakban megjelenők, az ún. Tódor-lovak, ló-tündérek. A másik sajátsága a szláv tündéreknek az időszakos, naptári dátumhoz, vagy jeles alkalomhoz köthető megjelenés. A következő eltérés a középkori és reneszánsz nyugati folklórral szemben a tündérek veszélyességi foka, sokkal inkább ártó jellegűek, mint nyugati testvéreik.

### A magyar néphit tündérei
A magyar népi hitvilágban kevés, főleg mondai adat van tündérekről. Az adatok többsége régi, nehezen értelmezhető. Bizonyos, hogy határozottan körvonalazott egységes tündér-képzete a magyar néphitnek a múltban és a jelenben is ismeretlen.
Legnagyobb hatással a magyar hiedelemvilágra kétségtelenül a balkáni népek tündérkultusza volt. Innen került át a kisasszonyok, fehér asszony, szépasszony kifejezés. Az is a szláv népek hatását jelzi, hogy a tündérkedik, az Erdélyt takaró Tündérország kifejezések elsősorban pejoratív értelemben voltak használatosak a 16-17. század során, vagyis nem éppen pozitív dolgokat jelöltek.
A tündér elsősorban a Dél-Alföldön, Dunántúlon, Erdély, Moldva, Bukovina területén, és a Felföld sok helyén fordult elő. Ezen területeken a tündérek fiatal, hosszú hajú, általában fehér ruhás, gyönyörű nők, rendszerint csoportosan jelennek meg. Kedvelt megjelenési helyeik az elhagyott ösvények, keresztutak, hidak, árkok, tavak. Előszeretettel énekelnek, zenélnek, fürdenek, néha nagy táncmulatságokat vagy ebédeket tartanak. Képesek repülni, alakot váltani (pl. hattyúvá vagy forgószéllé változni). A férfiakat elcsábítják, elragadják vagy tévútra vezetik; a csecsemőket elcserélik, a lovakat elkötik éjszakai mulatságaikhoz (Bukovinában bizonyos napokon mákkal szórták körbe ellenük az istállót). Azokat, akik mulatságaikat megzavarják, meneteik útjába kerülnek, vagy tánchelyeikre lépnek, betegségekkel sújtják: a néphit szerint a bénulást, némaságot, őrületet, kisebesedett lábat a tündérek okozhatják. Ugyanakkor a jó tündérek képesek megmenteni a veszélyben levő embert (pl. a tóban fulladozót kimentik.)

### Csallóköz tündérei
A néphagyomány szerint, Ipolyi Arnold által említett boldog Aranykertet az aranyhajú tündérek lakták. A nagy Duna szigetei voltak legkedvesebb lakhelyeik és mulatóhelyeik a tündéreknek. Ott járt egykor Tüdér Ilona is, mint hattyú úszkált a Dunán. Vízi tündérpalotáikban gyönyörűség uralkodott, aranytól és gyémánttól ragyogott ott minden. Vízi tartományaik a tündéreknek messze terjedt, le egészen a tengerig. Maga Csallóköz, régi nevének a régi Aranykert elnevezése, tündéri legendákra épül.
Csallóköz-püspöki monda szerint, Csallóközben aranyhajú tündérlányok jártak a Macskaréven, a mogyorósi uraság rétjére; egy agg fűzfa alatt, mely ma is látható, terítették meg asztalukat; kinek kedve támadt az hozzá állhatott és jól lakhatott. Távozásukkor a tündérek sarujából aranypor hullott a nyomukban, ki mennyit bírt, annyit vihetett magával, nem volt akkor sem szegénység, sem koldulás az egész tájon. Azonban, amióta egy gazember a tündérek asztalánál jóllakott és hálátlanul rácsúnyított asztalukra, azóta soha sem látta a tündéreket senki arrafelé. a macskarévi révész kompjában egy aranypatkót talált, azzal lett kifizetve, amikor a tündérek eltűntek a környékről. Azóta a környéken gyakran nyomor és éhség uralkodik a nép között. Aranykert helyett, Csallóköz lett neve. Napjainkban is partjai mentén aranyat lehet mosni néha napján, emlékezve az egykor itt élt tündérekre. A tündérek a csillagokba szálltak a helyi néphit szerint.
Ezen tündéri boldogító szokásokat a néphagyomány mondókákba, gyermekjátékokba mentve őrizte: "nyitva van az aranykapu, csak bújjatok rajta...", "az aranyalma most bimbózik..."; "aranyhidat csinálnak, csak át kell menni rajta..."
Hasonló monda járja Hontból: Födémes és Palást között, az iszkornyai pusztán egy kőhalom alatt, melyet a hagyomány régi templom és város romjainak tart, mellette elterülő tóról az járja, hogy éjjelente aranyhajú tündérlányok fürödtek és a tóba mosták aranyhajukat, melyet a tóparton fésültek. A környék lakósai az elhullott arany hajszálakat felszedték és gazdagságban éltek, aranyszövetben jártak; de egy fösvény ember meglepte a tündéreket és egyiknek orvul levágta egy hajtincsét, mire a tündérek eltűntek a környékről. Azóta sem látták az emberek őket errefelé. A lakósok elszegényedtek és koldusbotra jutottak. A vidék pusztasággá vált, elsilányosodott.

## A tündérek az irodalomban

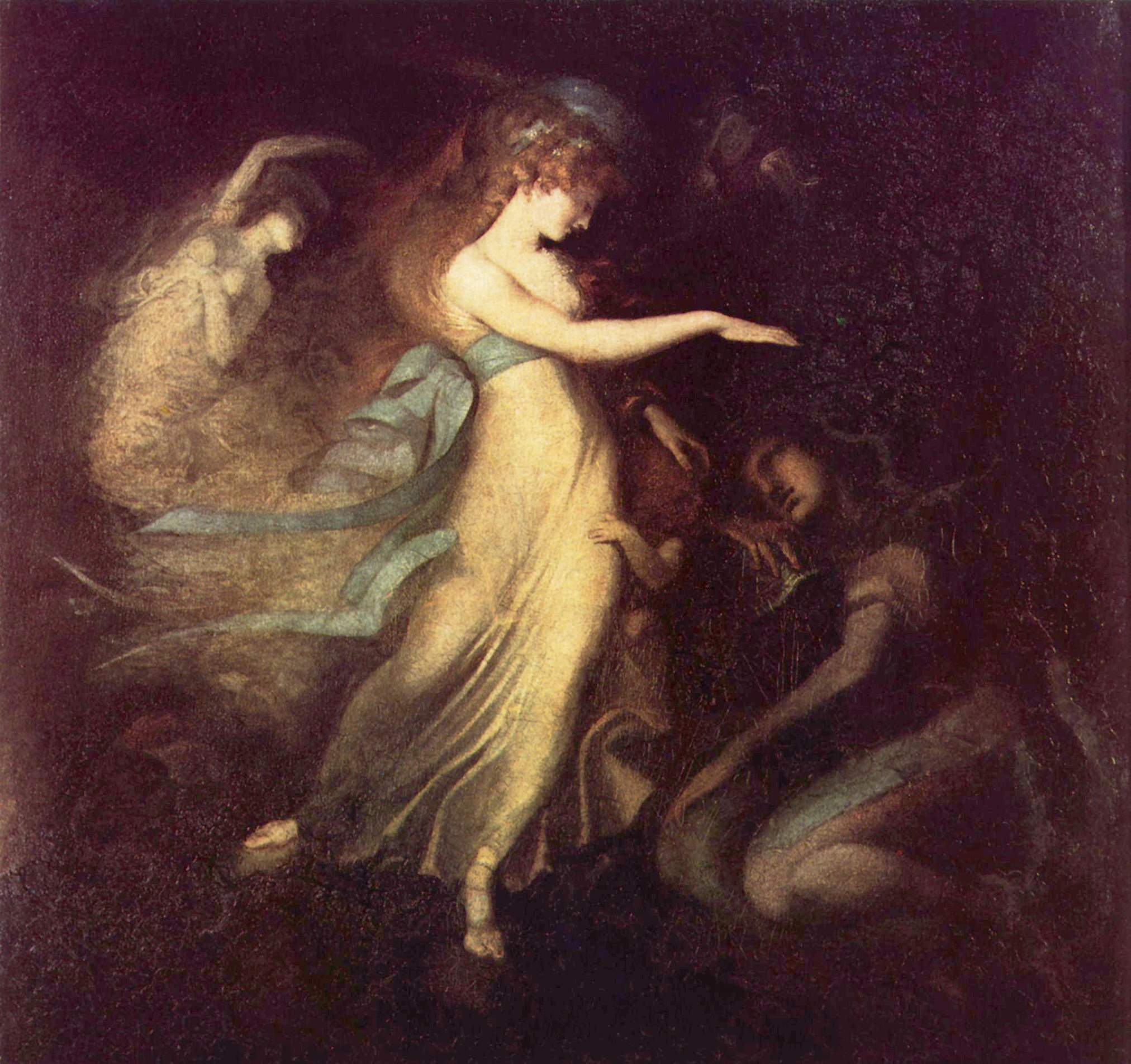
Arthur és a Tündérkirálynő

A klasszikus angol szépirodalomban már korán helyet kaptak a tündérek, például William Shakespeare: Szentivánéji álomjábanban Mab, a tündérek királynője, bár ezen már erősen érződik a mai fairy hatás; illetve a Rómeó és Júlia tragédiában is az apró kis tündérek. Az angol kutatás két tündérfajtát különböztet meg: a középkori, „hősi” tündéreket és az Erzsébet- és Jakab-kor kis szárnyas lényeit, a „diminuált” tündéreket, a mai köznapi fairyk elődeit. A Mab királynő mellett van a Szentiván éji álomnak még egy csodás mesei szereplője: Puck, a hobgoblin, aki szintén egyfajta tündér, egy csínytevő manó. Jonson, John Milton műveiben is előfordulnak tündérek és egyéb csodás lények.
Az európai irodalomba is beépül a folklórból, Ludovico Ariosto: Őrjöngő Lorándjába Boiardo hasonló című művéből került át ugyanazzal a névvel Fata Morgana tündérkirálynő. A névben is megvan a fatum, fata szó, Morgana (Morgane) pedig az Arthur-mondakörből származik, (Arthur varázserejű féltestvére) vagyis szintén kelta illetve breton eredetű. A királynőhöz hasonló motívumot használ a tassói eposz is, a A megszabadított Jeruzsálem, Armida, a varázslónő személyében. A 17–18. században a tündérek gyűjteményes mesekötetekben is felbukkannak, az 1700-as évekre már több ezer ilyen témájú mese jelenik meg, Angliában pedig összefoglaló, gyűjteményes kötet is napvilágot lát a tündérekkel kapcsolatos hiedelmekről. A Grimm fivérek szintén beépítik a kor babonáit és ismereteit a meséikbe, amelyek a szájhagyományokból és irodalmi művekből egyaránt táplálkoznak, és mivel német nyelvűek, könnyen eljutnak Bécsbe és így Magyarországra is.
Az első ismert magyar nyelvű mű, amelyben tündérek szerepelnek, az Árgirus-széphistória, amely 1582-89 táján fordított magyarra Gyergyai Albert. A széphistória, amely ismeretlen eredetű, feltehetőleg latin vagy itáliai mintára vezethető vissza, és antik mitológiai elemeket éppúgy tartalmaz, mint petrarkista hatásokat. Rendkívül erős hatást gyakorolt a magyar népmesék világára, s a magyar irodalomra is, hiszen egy késői kiadása szolgált Vörösmarty Mihály: Csongor és Tünde című művének alapjául.
A 17–18. század folyamán az európai folklórból és irodalomból fokozatosan bekerülhetett a magyar köztudatba és irodalmi életbe a fairy értelmű tündéralak, amely összekeveredett az itthon már meglévő elemekkel. Elsősorban a romantika illetve a késői klasszicizmus egyik jellegzetes szereplői: (E. T. A. Hoffmann: Az Arany virágcserép, Vörösmarty: Zalán futása, Petőfi Sándor: János vitéz).
Réz Ádám A Gyűrűk Ura fordításakor a Vörösmarty által alkotott Tünde névből kiindulva szerepelteti Tolkien elfjeinek magyar megfelelőjeként a tünde népnevet.

## Női nevek
A Tünde női nevet Vörösmarty Mihály alkotta a tündér szóból. (Első ízben a Csongor és Tünde című drámai költeményében bukkant fel.) Újabban a Tündér is anyakönyvezhető név lett.

#### Magyar tündérnevek
Ramocsa: róla nevezték el a ramocsavirágot (henye boroszlán) és a Ramocsa-mezőt.

Tarkő: birodalma Székelyföld északkeleti részén található.

Olt: Tarkő leánya, akit édesanyja folyóvá változtatott.

Maros: Olt édestestvére, aki szintén folyó alakjában siet édesapjához.

Dála: róla nevezték el Székelydályát.

Firtos: Firtos-hegy tündére.

Tartod: Tartod-hegy tündére és Firtos testvére.

Rapsóné: Rapsó rabonbán tündér felesége, Firtos és Tartod testvére
Torja: torjai tündér (Erdély)
Kecskekő: kecskekői hegy tündére (Erdély)
Erdélyt a tündérek lakának nevezik "tündérország"
Nemere
Rabonbán
Aranyka
Tünde
Délibáb

## Egyéb előfordulása
- Zöld tündérnek nevezik az abszintot
- Tündér-szikla (Budai-hegység)
- Tündérhegy (Budai-hegység)
- Tündér Ilona
- Tavi tündér
- Jó tündér
- Tündérszerencse
- Aranyhajú tündérek
- Tündérvár (Biharban (Erdély), Telegd melletti várrom)
- Bálványos (Erdély)
- Pogányvár (Erdély)
- Arany és Boldogfalva tündérvár nevek (Erdély)
- Pogányvár (Mezőbánd mellett - Erdély)
- Tündértánc
- A tündér Weöres Sándor ismert verse („Bóbita, Bóbita táncol…”)